# Sabia lanceolata
Sabia lanceolata är en tvåhjärtbladig växtart som beskrevs av Henry Thomas Colebrooke. Sabia lanceolata ingår i släktet Sabia och familjen Sabiaceae.

## Underarter
Arten delas in i följande underarter:
- S. l. siamensis
- S. l. tomentosa